# 埃文·普格
埃文·普格（英語：Evan Pugh，1828年2月29日—1864年4月29日）是一位美国農業化學家，宾夕法尼亚州立大学的首任校长，1859-1864年在任，这是一所根据1862年土地撥贈法案成立的赠地大学。